# 真田太平記 (テレビドラマ)
『真田太平記』（さなだたいへいき）は、1985年（昭和60年）4月3日から1986年（昭和61年）3月19日まで、NHK総合テレビの「新大型時代劇」枠で放送された連続テレビドラマの第2作。主演は渡瀬恒彦。全45話。

## 概要
原作は池波正太郎の同名小説。当時、NHKでは「大河ドラマ」枠に、『山河燃ゆ』『春の波涛』『いのち』など近現代をテーマにした「近代大河3部作」が放送されており、従来の時代劇大河ドラマファンを視聴ターゲットに据えた時代劇シリーズが「新大型時代劇」として水曜日の20時台に放映されていた。本作は、『宮本武蔵』に続く「新大型時代劇」の第2作である。脚本には、かつて大阪の陣を、よりフィクション主体で描いた『風神の門』で好評を得た実績のある金子成人が起用された。
主に舞台になるのは、安土桃山時代後期。真田昌幸・信之・幸村の生涯と一族の興亡、それを取り巻く多くの人々の生きざまを、武田家滅亡から信之の松代移封まで描く。主題は「生きる」。
オープニングでは、林光が作曲した、スペイン舞踊風の楽曲を背景に、一本の木の周囲の風景の変化を四季の移ろいを織り交ぜながら描いており、当時における最新のCG技術が使用された。
なお、本作は、1985年（昭和60年）度のギャラクシー賞で奨励賞を受賞している。

## 登場人物

### 真田家

#### 真田一族
真田信之
（改名：真田信幸→真田信之、通称及び官職名：源三郎→伊豆守）
演：渡瀬恒彦
真田昌幸の長男。熱くなりがちな父の昌幸や弟の幸村と正反対で、冷静沈着な性格である。昌幸から煙たがられているように周囲からは見られているが、その優秀さは一目置かれていた。初陣は幸村に先を越されたが、昌幸が上杉景勝に備えて砥石城に移った後は矢沢頼康とともに岩櫃城の守りにつき、上杉家の援助を得て中棚の砦を攻めた羽尾源六郎をその知略で敗走させる。第1次上田城の戦いでは、砥石城に入り徳川勢の側面を突く。戦いの後、秀吉の斡旋で徳川家の傘下に加わることになったため、昌幸と共に挨拶に駿府城へ向かうが、その際に家康の養女として本多忠勝の娘稲姫を正室に迎える。関ヶ原の戦いでは犬伏の陣で西軍に味方しようとする昌幸、幸村と袂を分かち東軍に味方し、上田城攻めの先鋒として砥石城へ入城する。戦後は岳父忠勝の後援で、昌幸、幸村の命乞いをする。昌幸、幸村が九度山に去る前夜、昌幸、幸村とつながる「幸」の字を改め、信之と改名した。大坂の陣では将軍秀忠の意向で出陣せず、信吉、信政を名代とした。しかし、冬の陣のさなか家康の密命で秀忠に秘密で京へ上る。そして幸村を徳川方に引き入れるよう説得するよう命じられるが、信之は幸村の説得は無理であると思っていた。信之を庇ってくれた家康の死後、将軍を継いだ秀忠や幕閣の陰謀により取りつぶしの危機に遭い、上田から松代に移封されるものの巧みな政治手腕で乗り切り、幕末まで続く松代藩真田家の礎を築く。
真田幸村
（通称及び官職名：源二郎→左衛門佐）
演：草刈正雄
真田昌幸の次男。昌幸と山手殿の子とされているが、母は実は名も無き女で、幸村が生まれた後に亡くなっている。信幸とは正反対の性格で、上杉との戦いの際には信幸と共に初陣を止められていたが、強引に兄を差し置いて戦場へ赴く。しかし、信幸のことは尊敬しており、次男として兄を助ける思いが強い。若年の頃には上杉景勝や豊臣秀吉の人質になる。お江とは恋仲であるが、甲賀に潜入し生死が定かでなかった時期に秀吉の命により大谷吉継の娘於利世を正室にする。お江が無事であると又五郎に告げられた時は、「なぜもっと早くに知らせなかった」と怒ったが、お江の無事には大喜びであった。関ヶ原の戦いの前の犬伏の陣では、父とともに西軍につく。戦後は紀州九度山に配流される。大坂冬の陣、夏の陣では大坂城に入城する。冬の陣では真田丸を築き徳川方を大いに苦しめる。冬の陣の後には信之と小野お通の屋敷で対面。信之に戦う理由を問われ、信之が「大御所様の首級をとってみたいのであろう」と言うと頭を下げた。夏の陣では家康を後一歩の所まで追い詰めるが安居天神で西尾仁左衛門ら越前兵に囲まれ自害する。
真田昌幸
（通称及び官職名：安房守）
演：丹波哲郎
知略に優れた武将として知られる。当初は武田に仕えており、高遠城が落城し滅亡寸前の武田勝頼を岩櫃城に迎えようと考えていた。武田家滅亡後は織田、北条、徳川、上杉、豊臣と仕える主君を転々としながら生き残りを図る。小牧・長久手の戦いの後、沼田を明け渡すよう命じる家康を拒絶し、徳川と戦う道を選ぶ。徳川方を上田城で退けるが、秀吉の斡旋により家康の傘下に入る。秀吉が北条討伐の口実を得るため、名胡桃城奪取の陰謀をお江から聞くが、あえて見捨てる決断をする。関ヶ原の戦いの前の犬伏の陣では信幸に「豊臣家のために徳川と石田をどちらを残すのがよいか」と問いかけるが、信幸からは「どちらが天下のためになるか」と反論される。関ヶ原の戦いの際には上田城で徳川秀忠軍を翻弄し、本戦に遅参させる。戦後は紀州九度山に配流されるが、大坂城で徳川相手に一戦することを願い、草の者を各地に飛ばし世の中の動向を探らせていたが志を果たせぬまま最後に「左衛門佐、わしに夢を見させてくれ。見果てぬ夢を」という言葉を残し九度山で亡くなる。英雄色を好むの言葉通り、女好きの武将として描かれている。
山手殿
演：小山明子
真田昌幸の正室。京の公家の出身（菊亭晴季の娘）で気位が高い。妹の久野にもかつて昌幸と関係があったことを根に持っており、お徳との関係など昌幸の女癖の悪さに手を焼いている。長い間信幸と共に岩櫃城にいて、昌幸とは離れ離れの生活を送っていたが、稲姫が信幸に嫁ぐと共に、上田に移り住む。お徳の子である於菊を育てる。関ヶ原の戦いの後九度山へ同道する。昌幸の死後、信之の下に引き取られる。昌幸の死の2年後上田で亡くなる。
お徳
演：坂口良子
沼田城にいる真田昌幸の側室。於菊の母。天真爛漫な性格。昌幸が上杉景勝に備え、砥石城に移った時、真田庄に移る。お菊を身ごもったが、樋口角兵衛により殺されそうになったため、幸村に護衛され鈴木主水の名胡桃城に移される。北条方による名胡桃城襲撃の際に上田に知らせんと脱出しようとするが、敵兵に射られ、お江の見守る中亡くなる。
久野
演：香野百合子
真田昌幸の正室山手殿の妹。樋口角兵衛の母。非常に涙もろい。武田家滅亡の時に夫の樋口下総守が自害する。昌幸ともかつて関係をもっていた。角兵衛が自分の元から離れていくと、信幸に色目を使った。そして、信幸が好意を寄せていた侍女の弥生を嫁に出した。関ヶ原の戦いの後九度山へ同道する。昌幸の死後、信之の下に引き取られる。大坂の陣で幸村の元にいた角兵衛のことは諦めていたが、信之にさる大名家に仕えていると聞かされ喜ぶ。しかし、角兵衛は尾張徳川家で刃傷沙汰を起こして出奔し、上田の久野の元に戻る。久野は病床であったが角兵衛に残り少ない人生であることから自らの若い頃の奔放な生活を角兵衛に語り、角兵衛の本当の父は武田家の若侍で小畑亀之助であることを告白した。角兵衛はそれを聞き、自らの人生を恥じて自害。駆けつけた久野はその姿にショックを受けて亡くなった。
小松殿
（改名：稲姫→小松殿）
演：紺野美沙子
本多忠勝の娘。徳川家康の養女となり真田信幸の正室として嫁ぐよう家康に命じられたが、娘の気に入った人物に嫁がせたいとする忠勝の考えもあり、複数の相手と見合いをする。扇子で相手の顎を持ち上げ、品定めでもするかのように顔を見ていった稲姫であったが、信幸には「武士の顔をなんと心得る。このような礼儀知らず、本多平八郎様の娘とは思えませぬ」と咎められる。しかし、逆にその誇り高く阿らない態度が稲姫の心をつかみ、信幸と結婚することになる。三河風の質素倹約を伝え、真田家の家風にもなじむ賢夫人である。信幸と昌幸、幸村が敵味方に分かれた関ヶ原の戦いでは、「孫の顔が見たい」と沼田城を訪れた昌幸、幸村に対し入城を拒んだ。しかし、二人が九度山へ配流された後は佐平次の名で九度山に衣類を送るなど支援する。家康の死後、病がちであったが幕府の命により次男信政と共に江戸に人質に出される。その後健康を回復し幕府より一時帰国を認められるも、信政に伴われて上田へ向かう道中の武州鴻之巣で病が再発し倒れた。上田城で帰国を待っていた信之と信吉が報せを聞いて駆けつけるが、「城主たるものは妄りに城を空けてはなるまい」と告げ、信吉は沼田へ、信政は江戸にすぐに帰るよう諭す。そして信之には「御当家には二千あまりの家臣とその家族がいることをくれぐれも忘れませんように」と語り亡くなった。
於利世
演：中村久美
大谷吉継の娘。真田幸村の正室となる。関ヶ原の戦いの後九度山へ同道する。幸村の大坂入城の際にはお梅やあぐりと共に彦根の小助の忍び小屋に行くように幸村に申し渡される。そして戦後幸村と大助が彦根の忍び小屋となっている両替商銭屋を訪れてくる。その後、再び戦いがあった時には高野山の蓮華定院を頼るようにと申し渡される。どのようなことがあっても恨みに思うなという幸村に対し、「お恨みいたします」と泣き崩れた。戦後蓮華定院にいたところを徳川方に連行されるが、滝川三九郎が引き取る。そして三九郎の元で亡くなり後に信之が最期を看取ってくれたことを滝川三九郎に礼を言っていた。
真田大助 （幸昌）
演：小野隆→ 片岡孝太郎
真田幸村の長男。大坂入城の際には母於利世の願いもあり、上田の信之の元に行くよう幸村から言われるが、長子として幸村を助け戦うことを願い出る。冬の陣では真田丸に攻めかかった本多政重隊などの側面を突く。戦後、信之と幸村の小野お通屋敷での対面の席に同席し、幸村に「伯父上の元で働いて見る気はないか」と問われ信之にも上田に来るように誘われたが、幸村の元で働くと答える。そして信之からは祖父幸隆から貰ったという刀を授かる。夏の陣では父の側で戦うことを希望したが、城の外に出陣をするよう豊臣秀頼を説得することを父に申し渡され、涙ながらに別れた。最後は秀頼と運命を共にする。
真田信吉
演：伊達修→早瀬亮
真田信之の長男。真田家に圧迫を加える秀忠の命で江戸に人質として赴く。大坂の陣では父に代わり真田軍の総大将として弟信政と共に徳川方として参戦する。和議がなった後は陣所を訪問した幸村、大助と対面する。家康の死後、沼田に分家をする。
真田信政
演：清水貴美→森岡進
真田信之の次男。大坂の陣では信吉を助け出陣する。和議がなった後は陣所を訪問した幸村、大助と対面する。家康の死後、江戸に人質に出される。
樋口角兵衛
演：榎木孝明
信之・幸村の従弟。久野と武田家の家臣、樋口下総守の間の子だが、実の父は昌幸だと言った久野の虚言を信じ、以後屈折した人生を送る。昌幸や信幸、幸村からは親しみを込めて「角（かく）」と呼ばれるが、本人は子ども扱いされているようで嫌がっている。棒術の達人であり、鉄輪・鉄条をはめこんだ特製の六尺棒を得物とし、徒歩立ちで突撃していく豪傑である。
於菊
演：西田有里→岡田有希子
真田昌幸の娘。側室のお徳の子であるが、名胡桃城の戦いの後山手殿に育てられる。母譲りの天真爛漫な性格。昌幸が溺愛しており、石田三成より義弟の宇田頼忠への縁談があった時は、手放したくないためうやむやにしてしまった。関ヶ原の戦いの後、真田家の行く末が不透明なことを案じた昌幸により滝川三九郎に預けられ諸国を旅する。後に三九郎と結婚する。
お市
演：桂川冬子→濱村砂里
真田幸村の娘。
お梅
演：羽根直美→糸日谷朗子
真田幸村の娘。母於利世と共に彦根の小助の忍び小屋に行くように幸村に申し渡される。そして戦後幸村と大助が彦根の忍び小屋となっている両替商銭屋を訪れてくる。その後、再び戦いがあった時には高野山の蓮華定院を頼るようにと申し渡される。戦後蓮華定院にいたが、徳川方に連行される。しかし滝川三九郎が引き取る。信之に会った三九郎の口を通じて仙台伊達家の重臣片倉小十郎に嫁がせたことが告げられた。
あぐり
演：清藤めぐみ→葛西円→川島光代
真田幸村の娘。母於利世と共に彦根の小助の忍び小屋に行くように幸村に申し渡される。そして戦後幸村と大助が彦根の忍び小屋となっている両替商銭屋を訪れてくる。その後、再び戦いがあった時には高野山の蓮華定院を頼るようにと申し渡される。戦後蓮華定院にいたが、徳川方に連行される。しかし滝川三九郎が引き取る。
まん
演：土方優美
真田信幸の娘。

#### 真田家家臣
矢沢頼綱 （薩摩守）
演：加藤嘉
真田昌幸の叔父で、真田家重臣。ご意見番的立場で、昌幸も頼綱の言葉には耳を傾け重視している。信幸を真田の世継ぎとして大事にしている。第1次上田城の戦いでは、沼田城を守った。名胡桃城から上田に行く途中立ち寄った鈴木主水に、「昌幸から伊那の箕輪城改築の命があった」という話をされ、手紙を見せられるが偽手紙と看破した。名胡桃城の救援に向かおうとしたが、お江に昌幸の非情の決断を告げられ、止められた。小田原攻めの後、沼田城主になった信幸に当主としての心構えを説く。今際の際には昌幸に「（真田の）本家や分家とかで思い煩うことなく、好きに生きるのも良い」とする旨を述べた。
矢沢頼康
（通称、官職名：三十郎→但馬守）
演：大谷友右衛門
矢沢頼綱の子で、真田家重臣。岩櫃城から砥石城に昌幸が移った後、岩櫃城代をつとめる。関ヶ原の戦いの時には、真田本家の使者として国分寺に現れる。城明け渡しの使者として現れた信幸と本多忠政に「上田は籠城と決しました。攻めるならお攻め下され」と伝えた。関ヶ原の戦いの後は昌幸の命で信之に仕え、沼田城代となる。そして大坂の陣では信吉、信政の後見として出陣する。幕府に上田城の修築を願い出た信之を諫める。また、尾張徳川家で刃傷沙汰を起こし上田に戻った角兵衛の扱いについて信之に幕府の陰謀であることを語り、角兵衛に上田を去るよう説得した。
鈴木主水
演：金内吉男
真田家家臣で名胡桃城主。昌幸の側室お菊を預かる。謀略により名胡桃城を留守にした隙に北条方に名胡桃城を落とされ、責任をとって自刃した。
栄子
演：北川めぐみ
鈴木主水の妻で小太郎（右近）の母。名胡桃城に移されたお徳の世話をする。名胡桃城落城の際は小太郎、お菊と共に沼田に押し込められる。しかし、小田原の陣で昌幸たちと再会する。
鈴木右近
（改名：鈴木小太郎→鈴木右近）
演：岡村菁太郎（現・清元延寿太夫）
鈴木主水の子。白兎子と呼ばれる。名胡桃城落城後、沼田城に押し込められる。小田原攻めの後、名胡桃城代にするとの話を断り、信幸に仕える。しかし、小松殿の侍女お順が信幸の側室にあがろうとした際、身代わりに右近が寝所に入る。立腹する信幸に「お順とは言い交わした仲です」と嘘をつく。そして、信幸と小松殿は右近とお順と夫婦にしようとするが、右近はうやむやにしようとする。朝鮮出兵の際、信幸の配慮により右近とお順との婚儀のため出陣の列から外そうとしたことが、右近には信幸が戦陣の役に立たないと考えたと思いこみ、修行のために出奔する。江戸で無頼者に絡まれた時に滝川三九郎に助けられ、三九郎の弟子となる（原作では柳生五郎右衛門に師事する）。後に京で猪俣能登守の弟が京に来ていた信幸と小松殿を襲った時に助太刀として現れた。そして帰参し信幸のために活躍する。そして、関ヶ原の戦いの前には信幸の命により「自分の目や耳になって欲しい」と伏見の留守居役を命じられる。しかし、角兵衛に恨まれ襲われたため、やむを得ず反撃し、顔に傷を負わせる。関ヶ原の戦いの後も京に在駐し、秀頼上洛の際に山伏姿で京に現れた幸村のことや昌幸の死などの情報を信之に伝える。戦後、信之と幸村の小野お通屋敷での対面の席に同席し、幸村から昌幸から賜った刀を授かり信之の今後を託される。
原島市之介
演：古屋野恵義
高森藤兵衛
演：竹田寿郎
中棚の砦の攻防戦では別働隊を率いて丸岩城へ向かう。
服部七左衛門 
演：真木仁
小西清右衛門
演：伊藤浩二
鈴木主水の命により、名胡桃落城を上田に伝える。
板倉新之助 
演：坂西良太
真田信幸の側近。犬伏の陣の後、信幸から小松殿に本家分家が敵味方になったことを伝える手紙を託される。
金井権之助
演：庄司永建
信幸の家臣。犬伏の陣の後、陣中で真田本家と戦うのをためらうようなことを言ったため信幸に叱られる。 大坂冬の陣において信吉、信政に従い和議がなった後は陣所を訪れた幸村、大助と久々に会い感動の涙を流す。
望月半助
演：広瀬昌助
信幸の家臣。犬伏の陣の後、陣中で真田本家と戦うのをためらうようなことを言ったため信幸に叱られる。
馬場彦四郎
演：角野卓造
信之の家臣だが実は徳川の隠密である。上田城下の呉服屋として潜り込んだ山中忍びを穏便に立ち退かせる策を考えるよう信之に命じられる。そして、火事で呉服屋を焼き、呉服屋の主人になっていた喜六を殺害する。50石で仕えよとの信之の言葉に怒り再び上田を飛び出した角兵衛を押しとどめようとした。信之の命で更に角兵衛を探し出すよう信之に命じられる。そして、京に行き小野お通屋敷で角兵衛と出会う。しかし、右近には角兵衛と会ったことは素知らぬ顔をしていた。野駆けが趣味で、別所の湯を訪れたところお江と出会い襲おうするが逆襲される。百姓の娘を犯そうとするが、お江により阻止され、裸の状態で木に縛られる。名主と娘の訴えにより入牢させられる。そしてお江の手引きにより岩牢から脱出し、掛川威光寺の慈海の元に逃げる。その後、幕府に訴え信之を窮地に追い詰める。
池田長門守
演：水島弘
真田本家の留守居役として伏見に滞在する。関ヶ原の戦いでは伏見から真田の家臣が脱出するのに協力する。
杉本主馬
演：長谷川初範
九度山の真田家に仕える。大坂には幸村と共に入城する。そして、冬の陣では一隊を率いて本多政重を挑発する。夏の陣では秀頼出馬を促すため大坂城に向かった大助の供をするよう幸村に命じられる。最後は秀頼と運命を共にした大助に殉じる。
赤沼瀬兵衛
演：角間進
鈴木右近の家臣。方広寺開眼法要が中止になったことを右近に伝える。
倉原喜助
演：渡部猛
冬の陣の真田丸で寄せ集めの衆を集めて訓練するが、配下が思い通りに動かず苛立つ。そこを幸村がとりなす。
向井佐平次
演：木之元亮
高遠城落城の際、重傷を負うも、又五郎の命によりお江に救い出される（第1回 若武者たち）。お江と奥村弥五兵衛により別所の安楽寺へ連れていかれ匿われる。傷を癒しに通っていた別所の湯で幸村と出会い、翌日真田の庄へ道案内するという幸村に同道。その意気投合し幸村の従者として使える（第2回 天魔の夏）。幸村が初陣してからその死まで従者として生涯を過ごす。昌幸、幸村の前でもよと祝言を挙げる。その後佐助が生まれるが、すぐに離ればなれになる。久し振りに上田に帰郷した時ももよとは3日しか共に過ごせず、佐助とは会えずにいた。大坂で又五郎に連れられた佐助と久々に対面し、酒を酌み交わす。関ヶ原の戦いの後、上田を去る幸村から信之に仕えるよう命じられる。そして大坂の陣の際には信之から信吉、信政に従い出陣するように命じられるが、幸村の大坂城へ駆けつける。信之、幸村の対面の席で幸村は出奔のことを佐平次に代わり信之に詫び、信之からはもよとはるが元気であることを伝えられる。そのことを大坂に戻った幸村に聞かされ佐平次は嗚咽する。幸村最後の地、安居天神で共に戦死する。かつて幸村から「わぬしとは共に死ぬるような気がする」と言われていたがその言葉通りとなった。
もよ
演：音無真喜子
佐平次の妻で佐助の母。草の者であった父赤井喜六を早くに亡くし、横沢与七に育てられる。しっかり者で佐平次を助ける。関ヶ原の戦いの後信之の元で台所方を務める。幸村の大坂入城の際には信之に仕えていた佐平次の気持ちを察し、大坂へ駆けつける旅支度をする。その後も信之と小松殿に仕える。馬場彦四郎のことを嫌っている。
はる
演：宇佐美晶子→蝦名由紀子
佐平次ともよの子。小松殿に仕える。そして、佐平次の大坂への旅立ちの際には佐平次ともよのやりとりを聞き、涙を流す。馬場彦四郎に親しく口をきいていることをもよに諫められる。
三輪
演：堀江しのぶ
樋口角兵衛の恋の相手。信幸、幸村が角兵衛の恋の相手を見に行こうと三輪の元にお忍びで現れたことがあったが、彼女の父（演：田村元治）に追い返された。母（演： 中村由起子）もいる。
角兵衛が帰参した後は、「女は嫌いじゃ、女は汚い」と冷たい態度を取られる。
よし
演：二宮弘子
弥生
演：入江繭子
久野の侍女。若き信幸の恋の相手。父母は武田家に仕えていて、武田家滅亡と運命を共にした。第1次上田城の戦いを前に、岩櫃城内で真田家の武運を祈る。しかし、戦いの後に、信幸に好意を持つ久野の計らいにより嫁に出された。
久野の侍女には弥生の他に宇乃（演：筑波みどり）がいる。
小夜
演：橘妃呂子
楓
演： 武藤裕子→直井ひろか
お順
演：藁谷広子
小松殿の侍女であったが、子供のいない信幸の側室になるよう小松殿に勧められる。しかし、お順は側女にさせないよう鈴木右近に頼み、右近は寝所からお順を逃す。
八重、まさ
演：西久保優美、上野美和
小松殿の侍女達
お栄
演：棟里佳
関ヶ原の戦いの後に京の忍び小屋として設けられた印判師屋で働いている娘。大坂の陣の時には大坂の忍び小屋である粟屋で遊女として働く。
加江
演：島田果枝
藤次の実の姉。上田城下の呉服屋が忍び宿ではないかと佐平次や新之助に告げる。
粂
演：浅利香津代
昌幸とは肥前名護屋で親しくなる。夫を亡くして独り身の女であった。後に九度山に蟄居していた昌幸を訪ねてくる。飯炊き女として雇われるが、よく昌幸の腰を揉んでいる。昌幸が最後の時、厠に行こうと連れて行く際に倒れ、そのまま昌幸は亡くなった。昌幸の死後も九度山に残り、生活を支える。幸村の大坂入城の際には於利世と同道する。
乳母
演：佐藤幸
お菊の乳母
真田家の侍臣
演：佐戸井けん太
信之に京の鈴木右近からの急使が来たことを伝える。内容は昌幸が危篤であるということであった。

#### 草の者
壺谷又五郎
演：夏八木勲
草の者の頭領。昌幸の信頼が厚く、地炉の間でよく密談している。高遠城落城の際には織田信忠の命を狙う。佐平次の実父であるが、親子であることは告げていない。お江が甲賀から脱出する際にはお江を助ける。関ヶ原の戦いの際には、伏見城攻めの芳しくない西軍の戦いぶりを伝えようと犬伏の陣に赴くが、すでに真田本家は西軍に味方することを決意していたため、昌幸、幸村に何も告げることはできなかった。関ヶ原の戦いの後、家康の命を狙うが、山中内匠長俊と相討ちになる。
お江
演：遥くらら
草の者であるが、幸村に愛される。向井佐平次を高遠城から救出する。虚空蔵山中で樋口角兵衛に襲われた幸村を救い、別所の湯で治療を行う。そして、幸村と入浴を共にし、その晩二人は結ばれる。住吉慶春から名胡桃城奪取の陰謀を聞き、昌幸に伝える。山中大和守屋敷へ向かう山中内匠をつけて甲賀に潜入するが負傷し窮地に陥ったところを田子庄左衛門に助けられ又五郎の助けも得て難を逃れる。幸村の命により又五郎に連れられ上田で療養する。関ヶ原の戦いの直前、長良川で家康を襲撃するが失敗する。その後、京の室町の印判屋を忍び小屋としたが、隣の呉服屋に山中忍びが忍び小屋としていることを知り引き払う。その後、家康上洛の際に家康を襲撃すべく、別れを告げに紀見峠で幸村と会うが襲撃については止められる。そして、あくまで襲撃しようとする奥村弥五兵衛は納得せずに一人で行動を起こそうとするが、そこで傘を買おうとした茶屋が甲賀の忍び小屋で、杉坂重五郎に見つかってしまう。危機に陥ったところ弥五兵衛に救われるが、弥五兵衛は再度行動に移そうとする。そこを山中忍びに見つかり、弥五兵衛は命を落とす。大坂入城後は幸村の元で働き活躍する。冬の陣の後の休戦後、信之と幸村対面の席では幸村の警護にあたる。夏の陣の時には戦忍びに出るなと幸村に命じられる。しかし、陰では働こうとしており、幸村が家康を後一歩まで追い詰めようとしたときに援護しようとしたが、徳川方の兵に囲まれ諦め去っていく幸村の姿を見て涙を流した。別所の湯で摂津の百姓徳之助と出会い佐助の死を知る。馬場彦四郎に別所の湯で襲われるが反撃し、村娘を犯そうとした彦四郎を失神させて木に縛りつけ、その素性を知る。その後信之の寝室に忍び、幸村の遺髪と対面し涙を流す。その席で彦四郎の素性を信之に告げる。そして岩牢に閉じこめられていた彦四郎をわざと逃がして後を追うなど信之のために働く。松代移封の際には信之に同道せず、別所で亡き人の冥福を祈る人生を選択する（原作では信之に従い、松代に移る）。
向井佐助
演：松崎憲一→中島大介→ 中村橋之助
佐平次の子。母もよの叔父・横沢与七の元で草の者として修行を積む。一人前の草の者になったとき、又五郎と共に別所温泉で「女の情愛に溺れてはならぬ」と諭される。そして、真田庄でおくにの手で初めて女を知る。その後又五郎に連れられ大坂で佐平次と対面する。関ヶ原の戦いの後、お江の命により又五郎の最後の様子を東軍包囲の上田城に忍び入り昌幸、幸村に伝える。九度山蟄居後は京の様子を昌幸、幸村に伝える。大坂入城後は幸村の元で働き活躍する。冬の陣の後の休戦後、信之と幸村対面の席では幸村の警護にあたる。夏の陣の際には後藤基次へ霧で出られないとの幸村の伝言を伝えに行くが、その際山中忍びの迫小四郎と遭遇し争いになる。小四郎を討ち取るが、後藤隊は出撃した後であった。そして決戦の際には、「浅野が裏切った」との流言を放ち徳川方を混乱させる。夏の陣で戦死し、最後に徳之助にもよがかつて縫ってくれた小袖を届けてくれるよう頼む。
横沢与七
演：花沢徳衛
草の者。一線を退いて後は真田の庄の草屋敷で後進の草の者の育成にあたっている（第2回 天魔の夏）。両親を早くに亡くしたもよを養女として育て、やがてもよと佐平次の子の佐助も草の者として育てることになる。久し振りに上田に佐平次が帰郷した時には亡くなっていた。
おくに
演：范文雀
草の者。才蔵の妹。又五郎のはからいで佐助の初体験の相手をつとめる。しかし、お江に「男女の情けは草の者の働きに邪魔になる、引きずるな」と忠告される。冬の陣の時には淀君が織田有楽斎を通して東軍との和睦の動きを幸村に伝える。夏の陣の前、死を決意した佐助と最後の一夜を過ごし、一緒に逃げるよう誘うも、「見損なった」と突き放される。しかしその様子を山中忍びの迫小四郎に見られており、捕らえられて甲賀の慈海と小四郎に拷問にかけられるが、隙を見て自害する。
宮塚才蔵（みやのつか さいぞう）
演：堀田真三
草の者。おくにの兄。火薬を使う名人で壺屋又五郎からの密書をもって昌幸に直接手渡すこともする（第2回 天魔の夏）。北の庄落城を昌幸に伝える。又五郎と共に家康を狙う。関ヶ原において又五郎が瀕死の状態で空を飛んで家康を狙ったことをお江たちに報告する。大坂夏の陣の際、家康本陣に幸村と共に突撃したが銃弾に倒れる。
奥村弥五兵衛
演：真田健一郎
草の者。真田の庄では鍛冶師をしている。高遠城に潜入したお江を救うよう又五郎に命じられる（第1回 若武者たち）。関ヶ原の戦いの前に家康の首を狙うが、討ち取ったのは影武者の向坂与兵衛であった。そこで傷を負い、下久我の忍び小屋で養生する。九度山に蟄居中の昌幸に熊本城の加藤清正の動向を探るよう命じられる。そして、お江と共に上洛する家康を狙おうとするが、お江は幸村の命で襲撃をやめるよう命じられたため、取りやめるよう説得するが弥五兵衛は納得せずに一人で行動を起こすが、お江は杉坂重五郎に見つかってしまう。危機に陥ったお江を救うが、持論は捨てずに行動を起こそうとする。そこを山中忍びに見つかり、迫小四郎に討ち取られる。
姉山甚八
演：渋谷天笑（現・渋谷天外）
草の者。真田庄でお徳を護衛する。お江と共に山中大和守屋敷へ向かう山中内匠をつけて甲賀に潜入する。お江は甲賀で負傷するが、甚八は難を逃れる。関ヶ原の戦いの後、佐助と共に又五郎の死骸を見つける。才蔵と同じく、大坂夏の陣の際、家康本陣に幸村と共に突撃したが銃弾に倒れる。
鹿野権左
演：山谷初男
草の者。関ヶ原の戦いの後に京の忍び小屋として設けられた印判師屋として働く。大坂夏の陣の後、お江らと共に別所の安楽寺に引き揚げる。
小助
演：稲垣昭三
草の者。普段は上田の別所にある安楽寺で、寺男をしている。高遠城からお江により救い出された向井佐平次を寺で匿う（第2回 天魔の夏）。高台院の京の屋敷前で倒れ、屋敷内に入り込み、高台院と加藤清正との話を探る。大坂夏の陣の後、お江らと共に別所の安楽寺に引き揚げる。
沢山東次
演：水島涼太
草の者。最初は真田庄の草屋敷で横沢与七の指導を受けるが木登りは苦手（第２回天魔の夏）でお徳を護衛する。よくお徳に薬草を届けている。関ヶ原の戦いの際には真田庄にいた。そして、角兵衛が信幸の命を狙いに砥石城へ向かう直前に本家に従い戦ったことを砥石城の信幸に伝える。
熊沢仙三
演：野分龍
草の者。関ヶ原の戦いの後、又五郎と共に家康襲撃に加わり亡くなる。
菊坂重蔵
演：松原均
草の者。大坂の陣前後に登場。
伏屋太平
演：奈辺悟
草の者。
丈助
演：伊藤裕平
山手殿の命を受け、お徳の様子を探る。樋口角兵衛がお徳を殺そうとした時に、お徳のことを山手殿に知らせていたことを幸村に看破され、斬られる。
助三
演：小田島隆
草の者。
峰松
演：中村正人
草の者。

### 甲賀山中忍び
山中大和守俊房
演：佐藤慶
徳川方の忍びの総元締め。甲賀に又従兄弟の山中内匠を呼び、徳川家のために働くよう説得する。内匠をつけ甲賀に潜入し負傷したお江が田子庄左衛門に匿われていることを見抜く。そして、お江に恨みを持つ猫田与助を肥前名護屋に追いやり、杉坂重五郎に命じ、わざとお江を見逃し後をつけて真田の草の者の全容を解明するよう命じる。関ヶ原の戦いでは内匠と共に家康の近くにいた。壺谷又五郎と内匠が相討ちになった後、怒りのあまり又五郎の死骸を何度も刺す。その際黒かった髪が一瞬に白髪になった。戦後は老い、伴長信を頭とする。晩年は真田昌幸に親近感を覚えるようなことを与助に語ったりしていたが、死の床では与助に「真田の草の者を侮ってはならぬ」と忠告し、今までの苦労を労った。
山中内匠長俊
演：戸浦六宏
山中大和守俊房の又従兄弟。秀吉のお伽衆にとりたてられる。お焼火の間で秀吉とよく密談している。秀吉の命を受け、小田原攻めの陰謀を企てる。小田原攻めの後、恩賞の望みを秀吉に聞かれ「忍びの力を強化したい」と述べたが秀吉には退けられる。後に家康に大和守俊房と共に接近する。関ヶ原の戦いの直後、家康の命を狙った壺谷又五郎と相討ちになり死んだ。
猫田与助
演：石橋蓮司
山中忍び。かつては織田信長のために働いていたが、大和守の命で徳川家康のために働いている。お江に陰茎を斬り落とされて男性の機能を失わされたことから尋常ではない恨みを持ち付け狙う。甲賀に潜入したお江を追い詰めるが、大和守の命で肥前名護屋に行くことになる。関ヶ原の戦いの前には家康を狙ったお江から家康を守るべく背中に槍を投げ、家康を救った。戦後は真田の草の者を軽視する伴長信の方針に反し、草の者を追う。しかし、九度山に向かう途中で病に倒れる。そして、病の中、幸村の大坂入城に従うお江の姿を見て後を追おうとするが、捕まっていた木の枝が折れて池に落ち溺死した。
柏木吉兵衛
演：江角英明
山中忍び。山中内匠長俊の命を受け、小田原の北条氏に仕えている住吉慶春の元に偽って母が病気であると伝える。そして、心山と慶春に名胡桃城を北条に奪取させるべく秀吉の命を受けた山中内匠の陰謀を伝える。
心山
演：陶隆司
小田原法城院の住職。しかし、実は山中忍びである。山中内匠長俊の叔父にあたる。甲賀の指令により仏門に入り、小田原の人間になる。名胡桃城奪取の陰謀のため、鈴木主水へ上田に来るよう命じる昌幸の偽手紙を渡しに名胡桃城へ向かう。
住吉慶春（酒巻才蔵）
演：鈴木瑞穂
山中忍び。元々はお江の父馬杉市蔵と親しかった。昔女の色香に迷った時、市蔵に訓戒され恩を感じている。お江は「おじさま」と呼んでいる。絵師住吉慶春として小田原の北条氏に仕えている。だが、実は山中内匠の命を受けてのことであった。そして、母が病気であると北条氏直に告げ、暇乞いを許される。しかし、それは名胡桃城を奪取させる陰謀に参加するためである。沼田に向かう途中にお江に再会し、名胡桃城奪取の陰謀を告げる。北条氏直の名胡桃城奪取を命じる偽手紙を猪俣能登守に伝える。
田子庄左衛門
演：井川比佐志
山中忍びであるが、かつてはお江の父馬杉市蔵とは親友であった。武田家から山中忍びに対し大和守の引き上げ命令が下ったとき、市蔵とは袂を分かち命令に従って甲賀へ帰還したが、実は市蔵とは示し合わせ戦う振りをして市蔵には傷を負わせた。甲賀に潜入し危機に陥ったお江を助ける。お江の脱出を助けるが、杉坂重五郎に討たれる。
山内久兵衛
演：須永慶
山中大和守屋敷へ向かう山中内匠をつけて甲賀に潜入した忍びがいることを大和守、内匠に報告する。
杉坂重五郎
演：丹波義隆
山中大和守に命じられ、お江を匿っている田子庄左衛門の忍び小屋を見張り、お江をわざと逃し真田の草の者の全容を解明するよう命じられる。甲賀から脱出するお江と田子庄左衛門を負う。庄左衛門は討ち取るが、お江を取り逃したため責任を感じ自害しようするところを、大和守に止められる。そして、その後名護屋に向かいそこで出会った樋口角兵衛を伴い甲賀に戻る。関ヶ原の戦いの後も角兵衛から九度山の真田家の様子を探ろうとする。掛川でお江を発見するが反撃を受けて深手を負い、威光寺の慈海に報告するが亡くなる。
瀬戸伴蔵、太郎兵衛
演：俵一、千葉清次郎
お江が甲賀から脱出する際、追跡するが討たれる。
孝助、儀平
演：樋浦勉、花王おさむ
樋口角兵衛と共に真田家の情報を探るため真田庄に住むが、又五郎に殺される。
伴長信
演：待田京介
関ヶ原の戦いの後、大和守に内匠の後継として山中忍びの頭を命じられる。家康の上洛の際には真田の草の者を警戒すべきだとする大和守に、真田には力は残っていないと述べた。そういった姿勢に重五郎や与助は不信感を抱いている。
慈海
演：福田豊土
かつては家康に仕えたが出家し、甲賀の忍び宿、威光寺で東海道の忍びの元締めをしている。上田の信之の下を出奔した樋口角兵衛に九度山に行き幸村を監視し、いざとなれば討ち取るよう唆す。角兵衛が幸村に九度山で置いてけぼりにされた時も再び幸村に近づき、殺すよう唆す。冬の陣の際には京に上った信之と対面し、今後、家康と信之の間で立ち働くと告げる。そして冬の陣の和議がなった後、幸村に会い、味方に説得するようにとの家康の内意を信之に伝える。さらに、幸村が徳川家の家臣になれば信州で1万石を与えるとの条件を信之に伝える。対面の際には警護にあたる山中忍びに幸村と草の者には手を出さぬように伝える。そして、馬場彦四郎が自らの元に逃れてきたのをきっかけに、信之が幕府に秘密で幸村と対面したことを咎め立てての真田家取りつぶしの陰謀を画策する。
半兵衛
演：加藤和夫
京、四条室町の印判屋としていた忍び小屋の隣に足袋屋として来る。
お才
演：円浄順子
半兵衛の娘として四条室町に足袋屋として来る。そして許婚の伊平を殺されたことから草の者に敵意を抱く。慈海に信之、幸村の対面の際に草の者には手を出さぬよう命じられていたが、幸村の警護にあたるお江と佐助を襲おうとし、慈海の内意をうけた迫小四郎に殺される。
伊平
演：門田俊一
お才の許婚。お通屋敷の近くで甚八、佐助など草の者に討たれる。
喜六
演：上田忠好
伴長信の命により、上田城下に住み着き忍び小屋として呉服屋を営む。信之は自ら客の振りをして偵察に訪れる。馬場彦四郎の策で呉服屋が焼け出され、逃げるところを自らの素性が割れることを恐れた彦四郎に殺される。
呉服屋の手代
演：誠一平
喜六の呉服屋の手代。
梅春（片山梅春）
演：多々良純
加藤清正の料理人であるが、実は山中忍びである。秀頼と家康の二条城の対面が終わった後、伴野久右衞門から甲賀の命として清正に毒を盛るよう命じられる。
伴野久右衛門
演：北村総一朗
飯田覚兵衛の家臣であるが実は山中忍びである。梅春から清正の様子を聞き出そうとしたりしている。秀頼と家康の二条城の対面が終わった後、清正に毒を盛るよう甲賀の命を伝える。
永井百助
演：高原駿雄
かつて浅野長政が料理人として大坂城に入れた忍び。加藤清正からの手紙を秀頼に渡すよう長政の子、幸長に頼まれ秀頼に手紙を渡す。
迫小四郎
演：寺杣昌紀（現・てらそままさき）
上洛する家康を狙っていた奥村弥五兵衛を討ち取る。京の忍び小屋で真田の草の者を計画すべきと説く与助に協力を申し出る。そして、九度山に行く途中病に倒れた与助を河内の百姓家弥兵衛に預け薬をとりに京の忍び小屋に戻るが、勝手に忍び小屋を明けたことを伴長信に責められる。信之、幸村の対面の際に草の者には手を出さぬよう命じられていたため、幸村の警護にあたるお江と佐助を襲おうとしたお才を殺す。そして冬の陣の和議がなった大坂城に浪人をけしかけるため潜り込む。夏の陣前夜、真田の女忍びのおくにを捕らえて拷問にかけ、彼女は後に亡くなった。後藤隊に連絡に向かった佐助と争いになり、討ち取られる。佐助におくにの仇をとられた形になった（原作では片眼を失うも、命を取り留めている）。
小弥太
演：関根孝彦
九度山で樋口角兵衛から幸村大坂入城の報を知らされる。しかし佐助に見つかり殺される。
原沢吉兵衛
演：清水信介
慈海の配下。真田丸に潜り込み、樋口角兵衛に幸村をいつ殺すのかを尋ねる。なんどもしつこく尋ねたため、角兵衛に殺される。
馬杉市蔵
演：加地健太郎
お江の父。第6回の回想シーンで登場。山中大和守に属する忍びで、武田信玄の元に送られた。甲斐で又五郎の遠縁の娘を妻に迎え、お江を産む。しかし、台頭してきた織田信長に属するため甲賀山中忍びは武田から引き揚げるように命ぜられたが、市蔵は従わず殺される。
織田の忍
演：千葉清次郎、猫俣博、江藤漢

### 武田家とその家臣たち
武田勝頼
演：宏滋晃
織田信長、信忠に攻められ滅亡寸前に追い込まれる。その際、真田昌幸から岩櫃城に引き揚げるよう進言されるが、小山田信茂により阻止される。そして、小山田の裏切りに遭い武田家は天目山で滅亡、勝頼は自害し、勝頼の妻（演：岩間志乃）や子の信勝（演：都築貴浩）も後を追った。
小山田信茂
演：戸沢佑介
真田昌幸の進言により岩櫃城へ撤退しようとした勝頼を阻止する。そして、土壇場で勝頼を裏切り武田家を滅亡に追い込む。

### 上杉家とその家臣たち
上杉景勝
（官職名：弾正少弼→中納言）
演：伊藤孝雄
信長亡き後、川中島に進出し、真田家と対峙する。義に厚い武将である。小牧・長久手の戦いの後に沼田明け渡しを拒絶し、徳川家康から離れ窮地に立った昌幸は支援を頼みに春日山城を訪れたが、何度も真田家には煮え湯を飲まされた過去を水に流し幸村の人質も「それは後のこと、親子共存分に戦い討死なされい」と寛大な計らいを見せた。そして、幸村には刀を与えた。そして、戦いの後人質として春日山城に赴いた幸村から戦いの様子を聞き、感嘆した。そして、幸村を人質としては扱わず真田から出仕した近侍として扱った。そして、幸村が秀吉の元に赴くまでの間、上杉の兵法や武将としての心構えを教えた。秀吉の死後、徳川家康の上洛要請を拒み、対決姿勢を見せる。
直江兼続
演：下塚誠
上杉景勝の重臣。上杉家の人質となっていた幸村が秀吉の命により大坂へ赴くことになった時、景勝が可愛がっていた幸村を手放さなくなった寂しい気持ちであることを主人に代わり昌幸に代弁した。景勝が家康の上洛要請を拒んだ時には景勝の言葉に辛辣さを加えた挑戦状（直江状）を家康に送りつける。
上杉の急使
演：簗正昭
第1次上田城の戦いでは、秀吉の命を受けた景勝により、海津城代須田満親が真田を支援する旨を伝えた。

### 北条家とその家臣たち
北条氏政
演：福山象三
小田原攻めの時には伊達の援軍を期待していた。小田原開城後、切腹を命じられる。
北条氏直
演：佐藤仁哉
母を見舞いたいという住吉慶春の願いを入れる。しかしながら、それは北条攻めの口実を得るための秀吉の陰謀の一環である。小田原攻めの時には「意地を張らずに大坂へ行っておれば…」と繰り言を述べる。小田原開城後、高野山に追放される。
猪俣能登守
演：佐藤晟也
沼田城代。住吉慶春から北条氏直の名胡桃城奪取を命じる偽手紙を受けとり、名胡桃城を奪取する。
北条家の使者
演：大木正司、中原潤、並木伸仁
徳川と北条の和睦後、沼田城を引き渡すよう昌幸に面談する。昌幸は家康から引き渡すよう命を受けていないと拒否する。
北条の重臣
演：伊藤正博、きくち英一、井原幹雄
小田原攻めの際、小田原評定を行う。

### 徳川家

#### 徳川一族
徳川家康 （三河守→内大臣→征夷大将軍→大御所）
演：中村梅之助
真田昌幸には何度も煮え湯を飲まされる。本多忠勝の娘稲姫を養女とし信幸に嫁がせる。関ヶ原の戦いで西軍に勝利し天下を取り征夷大将軍となる。信之には厚く信頼を寄せる。冬の陣の際には幸村に真田丸で手ひどい目にあったため秀忠に内緒で京に信之を呼び、戦後慈海を通して信之と幸村を京の小野お通屋敷で対面させ、幸村を信濃で1万石を与えて味方に引き入れようとする。しかし、不首尾に終わった後も信之を責めることなく「さもありなん」という態度であった。そして、死の床で秀忠に信之の功を称え上田城を返すように遺言を残す。
徳川秀忠 （武蔵守→征夷大将軍）
演：中村梅雀
徳川二代将軍。関ヶ原の戦いの際には真田昌幸、幸村父子に煮え湯を飲まされた挙句、本戦に遅参し家康に叱責される。また、信幸と忠勝の嘆願により昌幸と幸村が助命されると益々真田家を深く恨んだため、その後は真田家ばかりか父家康をも度々困惑させることとなる。将軍になってからは信吉を人質に、家康の死後は小松殿と信政を人質にとり、信之の上田城の修築の願い出を却下するなど圧迫を加え、さらに馬場彦四郎の訴えを元に、大坂冬の陣の後、幕府に秘密で信之が幸村と対面していたことを咎め立てし真田家を取り潰そうとする。
阿茶局
演：三条美紀
家康の側室。方広寺鐘銘事件の弁解に駿府に来た大蔵局、饗庭局対面の席に同席する。大坂冬の陣の時には和睦交渉のため淀君の妹常高院を伴い、大坂城の淀君の元へ赴く。
松平忠直
（官職名：越前守）
演：正城慎太郎
家康次男・結城秀康の嫡男。大坂冬の陣の時には本多政重の動きを見て、遅れじと真田丸に攻め掛かり大打撃を受ける。夏の陣の際には八尾の戦いで藤堂、井伊を助けなかったことを家康に「昼寝でもしておったか」と叱責される。そして「わしの孫なら戦功を立てよ」と督励される。

#### 徳川家家臣
本多忠勝
（通称：平八郎）
演：加藤武
家康の重臣で稲姫（小松殿）の実父。最初は「他にも縁談の口がある」と渋っていたが、見合いの席で無礼な態度をとった稲姫を叱責する信幸を気に入り、稲姫を嫁がせることにする。関ヶ原の戦いでは、井伊直政と共に軍監を勤める。本戦では秀忠の軍を待ってから戦うことを主張するが、家康は待たずに決戦に臨んだ。関ヶ原の戦いの後、遅参した秀忠に切腹を命ずる家康をとりなす。また昌幸、幸村父子の助命嘆願をする信幸を支援し、渋る家康に対し「かくなる上は、伊豆守殿 (信之)と共に沼田城に立て籠り、殿を相手に戦仕る！」と啖呵を切り、昌幸、幸村は九度山へ流罪となった。信之を通して三年待てば赦免を願い出ると言っていたが、5年経ても家康の許しが得られず、信之に力不足を詫びた。そして真田に恨みを持つ秀忠が将軍になったため、昌幸、幸村の赦免はあきらめ、信之自身の家を保つことに専念するよう忠告した。また、死に臨んで上田から忍んで駆けつけた信之に対し、徳川政権下での真田家の行く末を案じ遺言を残した。
本多忠政
（官職名：美濃守）
演：森田順平
忠勝の長男。関ヶ原の戦いの際の上田城攻めには開城勧告の使者として国分寺で信幸と共に昌幸に対面する。しかし、昌幸は応じるふりしたものの時間稼ぎをされただけであった。方広寺鐘銘事件の前後、本多正信から信之の動向について探りを入れるように言われる。そして、信之に対し秀忠の真田家についての恨みについて語り、その行動について注意するよう忠告する。
本多忠朝
演：藤田宗久
忠勝の次男。大坂夏の陣の際には攻め口を変えて欲しいと願い出て、家康に叱責される。亡き平八郎の子という気概があるなら、戦功を立てよと先陣を命じられ、幸村と戦い戦死する。
本多正信
（通称、官職名：弥八郎・佐渡守）
演：田中明夫
家康の側近。関ヶ原の戦いの際には、秀忠の軍に従軍する。家康の側近として対豊臣家への政略を練る。名古屋城を築きに万松寺に滞在している加藤清正を詰問する。駿府に家康が隠居後、将軍秀忠に仕える。方広寺鐘銘事件の前後、信之の動向について探りを入れるよう本多忠政に言われる。大坂冬の陣の際には、敵軍偵察に出向こうとした家康を正純と共に止める。次男政重の真田丸の失態を家康に詫びたが、「そちの倅より真田の小倅の方が二枚も三枚も上手だったということ」と言われてしまう。
本多正純
（官職名：上野介）
演：伊東達広
家康の側近。正信の子。駿府に方広寺の件を弁明しに来た片桐且元に、浪人召募の件を問い詰める。大坂冬の陣の際には敵軍偵察に出向こうとした家康を止める。冬の陣の和議の後、二の丸・三の丸の堀を埋めてしまう。
井伊直政
演：菅貫太郎
関ヶ原の戦いでは、本多忠勝と共に軍監を勤める。松平下野守忠吉の後見として関ヶ原の戦いの口火を切る。
大久保忠隣、酒井家次
演：野村信次、小柳全弘
関ヶ原の戦いの際には、秀忠の軍に従軍する。上田城攻めでは真田軍の挑発に乗り敗北を喫する。
奥平貞治
演：渡辺哲
関ヶ原の戦いでは軍監として小早川秀秋の陣に赴く。西軍を裏切り大谷吉継の側面を突くよう催促する。
板倉勝重
（職名：京都所司代）
演：増田順司
二条城で秀頼の扱いについて家康と密談する。冬の陣の後、浪人を召し抱えていることを大野修理に詰問する。
土井利勝
演：有川博
秀忠の側近。冬の陣では秀忠の名代として家康の元に使いし、総攻撃を願い出るが家康に却下される。その後真田家取りつぶしの嫌疑がかかった際には江戸城で信之を詰問する。
酒井忠世
演：瑳川哲朗
真田家取りつぶしの嫌疑がかかった際には土井利勝と共に江戸城で信之を詰問する。
村越茂助（直吉）
演：綾田俊樹
愚直で融通の利かない性格を見込まれ清洲城にいる先鋒の福島正則、黒田長政等の元に使者に赴く。
岡部吉盛、加賀井重治、松下親愛
演：大塩武、梅津秀行、白岩久尚
真田信幸と共に稲姫の縁談相手選びの席につく。
木島新六郎
演：津嘉山正種
徳川家の使者として、関白秀次切腹の知らせを伝えに沼田城の真田信幸の所に来たが、上田の真田本家の使者の方がその知らせを早く伝えたため小松殿の怒りを買い、切腹を命じられる。しかし、信幸の取りなしで切腹は止められた。
贄掃部
演：吉中大
牧野康成の家臣。関ヶ原の戦いの上田城攻めでは真田軍の挑発に乗り敗北を喫する。
杉浦久勝
演：河合半兵衛
関ヶ原の戦いの上田城攻めでは真田軍の挑発に乗り敗北を喫する。
徳川の使者
演：外山高士
小牧・長久手の戦いの後、沼田を北条に明け渡せという徳川家康の命を伝えに来た。昌幸は拒絶した。
稲姫の侍女
演：徳武有紀、加藤都
信幸と稲姫の見合いの席で、扇子で顔を覗こうとした稲姫を叱責した信幸に、「何をなさいます」と言った。
徳川家康の名代、本多忠勝の名代
演：坂本由英、高橋豊
信幸と稲姫の華燭の典に出席した。
三宅清太夫
演：山口嘉三
本多忠勝の家臣。朝鮮出兵の情報を信幸に伝える。
向坂与兵衛
演：新実
家康の影武者。真田の草の者により美濃で討ち取られる。
西尾仁左衛門
演：粟津號
松平忠直の家臣、鉄砲頭。夏の陣の際、安居天神で真田幸村に手柄にせよと言われる。
越前兵
演：浦野広幸、安保孝司、福山聖一郎

### 豊臣家

#### 豊臣一族
豊臣秀吉
演：長門裕之
上洛した昌幸に、上杉家にいる幸村を大坂に差し出すよう命じる。上洛した幸村にどんな女が好きか尋ねた。幸村は白木蓮のような女が好きだと答えた。小田原攻めで北条氏を下し天下を統一する。朝鮮出兵を行うが戦況は思いのようにならず、肥前名護屋でむなしく時間を過ごすことになる。そして、お拾（後の秀頼）の誕生と共に名護屋の陣を引き払い、伏見城の築城を開始する。その後、講和が決裂し二回目の朝鮮出兵を行うが、戦況が思わしくないまま後事を家康、利家らに頼み亡くなる。
豊臣秀頼
演：武田佑介→大平哲弘→円谷浩
秀吉と淀君の子。大坂城の主ではあるが、関ヶ原の戦いの後天下の実権は家康に握られる。家康の孫千姫を妻とし、家康のことを「江戸の爺」と呼んでいた。大坂城の実権は淀君が握っているが、「豊臣家の主は自分である」と主張することもある。家康上洛の際には高台院、清正、幸長らの尽力により二条城で対面を果たす。幸村が大坂入城の際には侍女と酒を飲みながら対面し、幸村を失望させる。冬の陣の後、家康の挑発に対し華々しく決戦すべしと決意を述べる。しかし、本戦となった夏の陣では大助の願いにより出馬しようとするが、淀君に止められる。そして山里郭で自害する。
豊臣秀次
演：堀内正美
ワンシーンのイメージ映像のみ登場（第17回）。関白を秀吉から譲られるが、秀吉に実子秀頼が誕生したことから乱行を行ったため、高野山に追放され死を命じられた。
高台院
（改名：北政所→高台院）
演：津島恵子
秀吉の正室で、侍女には身の回りの世話をする老尼（演：森康子）がいる。
北政所に仕える老尼が秀吉の最期を看取る。家康暗殺計画の疑いをかけられた浅野長政に隠居して幸長に家督を譲るよう勧める。そして自らも大坂城二の丸を家康に明け渡した。そして、秀頼が上洛するため、加藤清正、浅野幸長と共に大坂城へ赴き淀君を説得した。
淀君
演：岡田茉莉子
秀吉の生前には登場せず、関ヶ原の戦いの後、家康が大坂城に入城した後に登場。秀忠の将軍宣下の際、秀頼の上洛を拒んだ。そして、後水尾天皇即位の際の家康上洛の際には、最初は渋っていたが高台院や清正、幸長らの説得により秀頼上洛を認めた。大坂冬の陣の前の軍議では幸村らは出撃策を唱えたが籠城策をとり、真田丸の戦いなどで豊臣家は善戦したものの徳川方と和議を結ぶ。「関東勢が布陣した後、一度の戦いで決着をつけるべき」と幸村が述べると、淀君は「一度の決戦で決着をつけるのは危うい」とそれに反対する重成の意見を支持した。夏の陣の決戦の際には大助や大野修理が秀頼の出馬を求めるが、「家臣に任せておけばよい」と、その意見を退けた。最後は秀頼らと共に山里郭で自害する。
千姫
演：工藤夕貴
家康の孫にして、秀忠の娘。秀頼と家康との約定により豊臣秀頼に嫁ぐ。大坂落城の際には刑部卿局と堀内氏久に連れられ城から脱出する。そして、家康に秀頼、淀君などの助命を嘆願するが、秀忠は、「なぜ、秀頼らとともに死なぬのか」と言う。

#### 豊臣家家臣
大野修理
演：細川俊之
淀君の側近として大坂城の権力を握る。九度山の幸村に東西の手切れの際は大坂へ入城するように勧誘の使者を遣わす。大坂冬の陣の前の軍議では秀頼を案ずる淀君に顧慮し幸村の出撃策に反対を唱える。真田丸を築く幸村に、裏切りの疑念を抱く。冬の陣で和睦を結んだ際に、堀を埋める条件を飲んだことを幸村に責められる。そして、この際、今が好機と家康と秀忠の夜討ちを主張する幸村に和睦がなったことを理由に却下する。板倉勝重が和議がなった後も浪人衆を召し抱えているのは何事かと詰問されると、なんとか徳川方と融和を図ろうとするが弟の治房や大野道犬（演：長克巳）たちに反発される。そして、下城の途中、何者かに襲われるが、治房の手によるとの噂があった。夏の陣の決戦前日には秀頼の出撃を主張する幸村の意見を聞き、約束をした。実際、大助とともに秀頼に出馬を促したが、結局は淀君により出馬は叶わなかった。落城が迫ると秀頼などの助命嘆願のために千姫を城外に連れ出すように計らう。しかし叶わず、秀頼らと共に自害する。
大野治房
　演：平泉成　
　大野修理の弟。兄の徳川との和睦の方針に反発する。修理が襲われた際には首謀者として名が挙がった。
大蔵局
演：高田敏江
淀君の側近く仕える老女。大野修理の母。片桐且元が方広寺鐘銘事件で駿府に面会に行った際、家康との面会が叶わなかったため、焦った淀君が饗庭局とともに使者として派遣する。家康はすぐに会い機嫌良く応対する。和議がなった後には、駿府に常高院、饗庭局と共に御礼言上のため駿府の家康の元を訪れる。そして、名古屋城で家康の子義直の婚礼の手伝いをするよう家康に頼まれる。しかし、それは上方へ向かう家康の口実であった。そして家康の「土産」として豊臣家が大和郡山城へ移るようという言葉を伝える。
饗庭局
演：大橋芳枝
淀君の側近く仕える老女。片桐且元が方広寺鐘銘事件で駿府に面会に行った際、家康との面会が叶わなかったため、あせった淀君が大蔵局とともに使者として派遣する。家康はすぐに会い機嫌良く応対する。和議がなった後には、駿府に常高院、大蔵局と共に御礼言上のため駿府の家康の元を訪れる。そして、名古屋城で家康の子義直の婚礼の手伝いをするよう家康に頼まれる。しかし、それは上方へ向かう家康の口実であった。そして家康の「土産」として豊臣家が大和郡山城へ移るようという言葉を伝える。
刑部卿局
演：芦沢孝子
大坂落城の際には大野修理の計らいにより千姫を城外に連れ出す。
木村重成（長門守）
演：井上倫宏
冬の陣の後、徳川方と不穏な形勢になった際、融和を図ろうとする修理に反発する。夏の陣の際幸村が関東勢が布陣した後一度の戦いで決着をつけるべきと述べると、それに反対し進軍してくる関東勢の出鼻を叩くべきと主張する。そして淀君の賛同を得て自身は長曽我部盛親とともに河内口へ出撃する。そして八尾の戦いで戦死する。史実では、重成は浪人衆に考えが近く、浪人衆と豊臣家臣の橋渡し役をしていたが、ドラマでは浪人衆の意見に反発する役回りをしている。
織田常真
演：草薙幸二郎
織田信長の次男で淀君の従兄にあたる。
大坂城内で片桐且元暗殺計画があることを且元に告げる。その後常真自身も大坂城内から退去する。
片桐且元
（官職名：市正）
演：山本耕一
賤ヶ岳の七本槍の一人。秀頼の傅役であり、関ヶ原以降は豊臣家の宿老。
秀忠の将軍宣下の際、秀頼の上洛を拒む淀君を説得しようとしたが失敗した。駿府の家康に方広寺梵鐘の鐘銘の件につき弁解に行くが、家康に面会に行くが、本多正純に浪人招集の件を問われる。その後も家康との面会は叶わなかったが、後に淀君に派遣された大蔵卿局と饗庭局には家康はすぐに会う。そのことが大坂城中での且元への不審を招く原因となる。そして大坂に戻った後も登城を逡巡していたが、意を決して登城し淀君に対面したがその場で淀君や大野修理にその態度を責められ織田常真に大坂城中で且元の暗殺計画があることを告げられ大坂城内の屋敷に立てこもる。そして、居城の茨木城へ退去する。冬の陣の前には二条城で家康に大坂城の情報を伝える。
片桐貞隆
演：内山森彦
片桐且元の弟。大坂城内の屋敷に立てこもった且元に命じられ、窮状を訴える使者を駿府に遣わす。
伊木七郎右衛門
演：辻萬長
真田丸の真田幸村の軍監をつとめる。佐平次が大坂城に到着したことを幸村に告げる。
秀吉の使者
演：加藤正之、島英司、徳山富夫
真田昌幸に秀吉の沼田城の北条への明け渡しの命を伝えた。

#### 大坂の陣浪人諸将
後藤基次
演：近藤洋介
黒田長政の家臣であったが浪人し、大坂の陣では大坂城に入城する。冬の陣では宇治、瀬田への出撃策を唱える幸村に賛同する。しかし、真田丸を築く幸村には自らの持ち場を荒らされると反発したが、あえて危険なところに身を置こうとする幸村の話を聞き、持ち場を譲ることとする。真田丸を築く幸村に、裏切りの疑念を抱く大野修理を一喝する。幸村が関東勢が布陣した後一度の戦いで決着をつけるべきと述べるとそれに賛同したが、淀君が関東勢の出鼻を叩くとの木村重成の意見に賛同したため、幸村等と共に大和口へ出撃することとなる。幸村とは家康と秀忠が現れ次第、軍勢を揃えて戦うことを打ち合わせて先に国分に出撃したが、思いのほか徳川方の進撃が早く、幸村が霧で遅れたため単独で戦うことを決意。奮戦するが鉄砲に倒れる。
基次の侍臣
演：健名敏幸
基次に幸村の到着を待たず徳川方と戦うことを勧める。
毛利勝永
演：宮内洋
大坂方の武将として大坂城に入城する。大坂夏の陣・天王寺口の戦いにおいては、幸村と共に陣を敷いていた。幸村が敵を引きつけるため、秀頼が出馬するまでぎりぎりまで待つ作戦であったが、堪えきれず出撃した。幸村は「毛利殿はなにゆえ待てぬのか」と嘆いた。
長曽我部盛親
演：久富惟晴
関ヶ原の戦いでは西軍につき、領地を没収する。本作では京で浪人をしているところから登場。佐助に後をつけられる。小野お通の屋敷に出入りしている。大坂の陣では豊臣方として大坂城へ入城。夏の陣では河内口へ出撃する。
堀内氏久
演：小篠一成
大坂落城の際には大野修理の計らいにより千姫を城外に連れ出す。

### 大名とその家臣たち

#### 五奉行

##### 石田家
石田三成
（官職名：治部少輔）
演：清水綋治
秀吉の側近として力を振るう。幸村に妹のお菊と義弟の宇田頼忠との縁組の仲立ちをするよう依頼する。秀吉の死後、清正と対立し命を狙われる。そして、家康の屋敷に逃げ込み難を逃れるが、居城の佐和山への退隠を求められた。関ヶ原の戦いでは西軍の実質的な総大将となる。岐阜城攻めの際には単独で退却したり、夜討ちを主張する宇喜多秀家や島津義弘の意見を退けたり戦を知らない武将として描かれている。敗戦後伊吹山方面に逃れる。その後捕らえられ京の六条河原で斬首される。
石田正澄
（官職名：木工頭）
演：和田周
石田三成の兄。又五郎から清正に三成が狙われていることを告げられる。
島左近
演：湯浅実
三成の右腕とも言える重臣。決戦を前に弱気になった三成を励ます。関ヶ原の戦いで戦死。
脇坂小十郎
演：小野泰次郎
小泉勝右衛門・林孫平次
演： 田辺宏章、市川勉
三成の使者として、犬伏の真田家の陣に使いする。
樫原彦右衛門
演：竹本和正
三成の使者として、敦賀から上杉攻めに加わり三成の子隼人正と垂井で合流するつもりであった大谷吉継の所に赴く。そこで「談合したいことがあるので佐和山に来て欲しい。来ていただかなければ腹を切ります」と言う。
石田家の使者
演：及川智靖
前田利家の死後、加藤清正等に襲撃された三成を助けるよう依頼するため大谷吉継に会う。
石田三成の使者
演：森井睦
西軍に味方した真田本家へ、石田三成と大谷吉継の書状を届ける。

##### その他五奉行
長束正家
演：森幹太
前田利長らによる家康暗殺計画を家康に知らせる。
浅野長政 
演：中井啓輔
前田利長らによる家康暗殺計画に荷担されたと疑いをかけられる。
増田長盛
演：奥野匡
前田利長らによる家康暗殺計画を家康に知らせる。関ヶ原の戦いでも西軍に味方するが、三成挙兵の報を家康に伝える。
前田玄以
演：小笠原良智
重陽の節句で家臣等を引き連れて大坂城を訪れた家康にその仰々しさを詰問するが、家康に反撃される。

#### 中老
生駒親正、中村一氏、堀尾吉晴
演：松村彦次郎、湊俊一、玉村駿太郎
秀吉の死後、勝手に縁組みを行った家康へ詰問に出向く。

#### 前田家
前田利家
演：御木本伸介
豊臣秀吉の最期を看取る。その後、徳川家康との対立を回避するため、伏見城へ赴く。その際、向島へ家康が移転するよう依頼する。そして、妻の松子と子の利長の前で自分の死後は徳川の天下になることを予言した。
松子→芳春院
演：幸田弘子
前田利家の妻。家康暗殺計画に息子の利長が企てたとの疑いをかけられた際には、戦を避けるために自ら人質となり江戸に赴く。
前田利長
演：中島久之
前田利家の嫡男。利家の死後家督を継ぎ金沢城に戻るが、家康暗殺計画を企てたとの疑いをかけられる。母芳春院を人質に出して家康に屈服する。
奥村永福
演：青砥洋
前田家の重臣。
本多政重
演：須藤正裕（現・須藤雅宏）
前田家の重臣、本多正信の次男。大坂冬の陣で、幸村の挑発に乗り、真田丸を攻撃して大敗する。

#### 関ヶ原の戦い西軍諸将
大谷吉継
（官職名：刑部少輔）
演：村井国夫
秀吉の側近で石田三成と同じく近江出身。有能な吏僚派だが病を患って容貌が変化してしまったため、白い頭巾で顔を隠している。また戦場では家臣たちに担がせた輿に乗って陣頭指揮を執る。
於利世の父。秀吉の命により、於利世を嫁がせる。幸村とは大谷屋敷でよく情報交換している。幸村に今の時代、天下を治めるのにふさわしい人物は誰かと尋ねる。上杉攻めでは家康軍に加わるつもりであったが、三成に挙兵を誘われる。そこで名目がないと挙兵に反対するが、結局は三成の友情に殉じる形で西軍に加わる。しかし、又五郎を通して昌幸、幸村には「治部に味方するが、勝てる戦ではない」と伝える。病を得て目もほぼ見えない状態になるが関ヶ原の戦いでは藤川台に布陣する。決戦でも奮戦するが、小早川秀秋などの裏切りに遭い自害する。
湯浅五助
演：堀部隆一
大谷吉継の家臣。
宇喜多秀家
演：石濱朗
大垣城から赤坂の家康本陣を夜襲することを主張する。
小早川秀秋
演：田代隆秀
関ヶ原の戦いでは西軍の一員として松尾山に布陣するが、その陣には家康の家臣奥平貞治が派遣されていた。三成からの参戦要請にも「わかった」とは答えるが動かず、家康の鉄砲の催促で西軍を裏切り東軍に味方する。
平岡頼勝
演：小倉馨
小早川秀秋の重臣。
毛利輝元
演：中山昭二
西軍の総大将に担ぎ上げられる。本戦では大坂城を動かず、家康の旧領安堵の口約束に乗り退去する。
毛利秀元
演：森卓三
関ヶ原の戦いでは南宮山に布陣。三成の使者に「今弁当を使わしている」と答え動かなかった。
吉川広家
演：関篤
関ヶ原の戦いの際には南宮山に布陣するが、黒田長政を通して東軍に内通する。
島津義弘
演：早川雄三
大垣城から赤坂の家康本陣を夜襲することを主張する。しかし、佐和山を襲うとの流言に関ヶ原へ向かうことを決意した三成に退けられ、憤然として席を立つ。本戦では積極的に動かず、三成からの使者にも「島津はいまだ兵の進退を誤ったことはない」と答える。三成が敗走したことを知り、家康本陣をかすめて伊勢路へ逃れる。
島津豊久
演：池田武志
島津の重臣。
小西行長
演：阿部六郎
西軍の主力大名。

#### 関ヶ原の戦い東軍諸将
加藤清正
（官職名：主計頭）
演：竜雷太
秀吉の死後、朝鮮出兵から日本に戻る。伏見城での徳川家康、前田利家の会見に同席する。前田利家の死後、浅野幸長とともに石田三成の襲撃を企てる。そして、家康の元に逃げ込んだ三成を引き渡すよう家康に面談されるが、厳しく拒絶される。関ヶ原の戦いでは家康に従ったが、上洛の際には秀頼に拝謁するなどしていたため、名古屋築城のために滞在していた万松寺で本多正信の詰問を受ける。しかし、熊本築城や多くの軍勢を連れていることについては徳川家のためであると正信を退ける。高台院の屋敷を訪れ、秀頼が家康に臣下の礼をとるのも今はやむを得ないことだと述べると共に、徳川と豊臣がで切れになった時は熊本城で徳川相手に一戦を交えるとの覚悟を述べる。後水尾天皇即位の際の家康上洛の際には、高台院、浅野幸長と共に大坂城へ出向き秀頼が上洛するよう説得する。そして、上洛の際には秀頼に付き従い、対面を無事成功させられる。その後大坂城に出向き淀君に「豊臣家を滅ぼすのは徳川家ではなく、むしろ豊臣家の内にある」との言葉を残す。その後屋敷に戻り倒れる。実は梅春に盛られた毒が原因であった。
飯田覚兵衛
演：鈴木昭生
加藤清正の重臣。京のお通屋敷へ出入りする。
清正の侍臣
演：梶草介
伏見にいる飯田覚兵衛への使いを清正に頼まれる。
浅野幸長
（官職名：左京大夫）
演：本田博太郎
伏見城での徳川家康、前田利家の会見に同席する。前田利家の死後、加藤清正とともに石田三成の襲撃を企てる。そして、家康の元に逃げ込んだ三成を引き渡すよう家康に面談されるが、厳しく拒絶される。後水尾天皇即位の際の家康上洛の際には、高台院、加藤清正と共に大坂城へ出向き秀頼が上洛するよう説得する。
福島正則
演：勝部演之
小山の陣で「それがしは真田安房守とは違いまする」と言い東軍に味方する。家康から村越茂助の使いを受け、岐阜城を落とす。関ヶ原の戦いでは井伊直政・松平忠吉に先を越されたが、宇喜多勢に攻めかかる。
可児才蔵
演：小谷野肇
福島正則の重臣。
加藤嘉明
演：大友龍三郎
黒田長政
演：金子研三
関ヶ原の戦いでは三成の陣を側面から突く。
黒田の密使
演：大川銀二
南宮山に布陣した吉川広家へ内通の念押しに派遣された使者。
藤堂高虎
演：児玉謙次
仙石秀久
演：多田幸男
関ヶ原の戦いの時、秀忠が上田城攻めに失敗し西に向かった後、信幸と共に砥石城で上田城を監視する。信幸に自分たちだけで上田城を攻めようとけしかける。

#### 大坂の陣東軍諸将
寺沢広高
演：内田大貴
大坂冬の陣の時には本多政重、松平忠直の動きを見て、遅れじと真田丸に攻め掛かり大打撃を受ける。
浅野兵の隊長
演：伊藤勉
大坂の陣の後蓮華定院にいた於利世を捕らえる。

### その他
滝川一益
（官職名：左近将監）
演：里居正美
武田家の滅亡後、上州と信州を信長に与えられる。その際、昌幸を引見するが小県の領地を安堵するなど寛容な態度を見せた。しかし、その直後信長が本能寺の変で亡くなったため本国に引き揚げた。空城となった沼田城は昌幸が奪った。
作中では「いちます」と呼称される。
滝川三九郎
演：三浦浩一
滝川一益の孫。流浪中の鈴木右近が物盗りに襲われた時に江戸で助太刀する。その後右近を弟子とし諸国を回る。関ヶ原の戦いの上田城の戦いの前に沼田城の信幸を訪れ「親子兄弟が敵味方に分かれているのは面白い」と言い信幸に陣借りする。その後信幸に頼み、昌幸への紹介状を書いて貰い敵方の上田城に赴くが、その席で昌幸に於菊を預かって貰うよう頼まれる。そして、於菊を妻としたことを上田城主になった信之に報告するが、信之は無断で妻にしたことに対し激怒した。しかし、小松殿が「安房守様もこうなっても良いと思っていたのでは」と助け船を出す。信之には許されるが、家臣となることは断った。そして信之、小松殿の仲人で祝言をあげた。大坂の陣では家康の使番として参戦する。そして、初陣の信吉、信政に初陣の心得を伝授したが、その際、「初陣と言っても惚れた女に思いを打ち明けるようなものよ」と言ったため、信吉、信政に「叔母上を妻にした時のように」と言われ絶句する。そして冬の陣の和議がなった後も信吉、信政を訪ねるがその席に幸村が現れた。その後、大坂城の幸村を訪ね、京に来ている信之との対面を勧める。夏の陣の際には信吉と信政に「幸村と遭遇した時は戦略上のこととして逃げるがよろしい」と意見する。戦いの際には家康の陣に詰めていたが、幸村の軍に蹴散らされ本陣が乱れると家康を守るべく幸村に立ち向かうが、槍を落とされる。戦後その功を賞され、家康に望みのものをやるといわれたが、領地は辞退し幸村の妻と娘2人を預かることを願い出て認められた。秀忠の元真田家への風当たりが強くなる中お梅を仙台伊達家の重臣片倉小十郎に嫁がせるなど、真田家のために尽くした。
羽尾源六郎
演：岡本隆
上野国丸岩城主。上杉景勝に与し、真田方の中棚の砦を攻める。
佐久間峰蔵
演：三谷昇
近江長曽根村の農民。壺屋又五郎の幼なじみ。かつては武田家で鉄砲足軽を務めていた。又五郎の頼みを聞き入れ、長曽根村に忍び小屋を設けるのに手を貸す。
妻の名は小佐（演：木村翠）。
常高院
演：磯野洋子
淀君の妹。大坂冬の陣の際には和睦交渉に阿茶局と共に大坂城の淀殿の元に赴く。和議がなった後には、駿府に大蔵局、饗庭局と共に御礼言上のため駿府の家康の元を訪れる。そして、名古屋城で家康の子義直の婚礼の手伝いをするよう家康に頼まれる。しかし、それは上方へ向かう家康の口実であった。そして家康の「土産」として豊臣家が大和郡山城へ移るようという言葉を伝える。
小野お通
演：竹下景子
京に在住し、豊臣家や徳川家のみならず天皇家や公家にも人脈を持つ天下に聞こえた才女。大坂冬の陣の後の休戦の際には、信之、幸村兄弟の対面のために屋敷を提供するなど力を尽くす。その時の温かいもてなしに心を打たれた信之に礼状と海北友松の掛け軸を贈られる。上田に戻った信之に着物と幸村の遺髪を届けた。遺髪は実は家康の計らいで届けられたものであった。信之から想いを寄せられ、信濃への移住を勧められるが、京に留まることを選ぶ。
柳生石舟斎
演：東千代之介
滝川三九郎と共に旅をしていた鈴木右近が柳生の里に逗留した際、不殺の剣の教えを説いた。
僧　西笑
演：渥美国泰
秀吉の死後、勝手に縁組みを行った家康へ詰問に出向く。
玉野
演：川口裕美子
江戸の遊女。江戸を流浪中の鈴木右近の相手をする。
梅ヶ枝
演：村上麻代
玉野と同じ店にいる江戸の遊女。
来島喜左衛門
演：浜村純
上田の甲冑職人。幸村の大坂入城の際に赤備えの甲冑を造る。大坂の陣の前に信之が微行で訪れ、甲冑の代金を払おうとする。
治作
演：谷村昌彦
関ヶ原の戦いの前に美濃で道普請の作業に従事していたお江が世話になった家。
弥兵衛
演：柳谷寛
猫田与助が病に倒れた際に世話になった河内の百姓家。妻の名はしめ（演：春江ふかみ）。
徳之助
演： 園田裕久
向井佐助が小袖を託した摂津の百姓。もよとはるの元を訪れ、佐助の最後の様子を伝える。そして信之に拝謁し、その労を労われる。帰路別所の湯に立ち寄りお江と出会い信之の人柄を称える。
三ッ頭獅子
演：長野県真田町（現：上田市）
第7回で、上田城の完成を祝う祝宴で登場した。
遊女
演：花柳喜音珠、花柳栄麻呂、花柳楽理生、大野ひろ実
小田原攻めの際、秀吉の前で舞を披露する。
町の女
演：植村由美、渡辺るみ、梅津直美、きなめときえ、服部真知子
遊女 桂
演：三原世司奈
関ヶ原の戦いの直前の伏見城攻めのさいに京に出てきていた角兵衛の相手を務める。
二階番
演：辻三太郎
関ヶ原の戦いの直前の伏見城攻めのさいに京に出てきていた角兵衛の相手を務める。
別所の女
演：正木弘美、島田裕子
又五郎と佐助が別所温泉に入浴している時に温泉に入ってきた女。
湯女
演：花悠子、一条美奈子、鈴木淳子
佐助が長曽我部盛親をつけていたとき入浴していた風呂屋の湯女。
医者
演：新井量大
庭で倒れ危篤になった昌幸を診るために浅野家から派遣された医者。
粟屋の主人
演：入江英義
粟屋は真田の大坂での忍び小屋。
三九郎の使者
演：木場剛
大坂落城と幸村の死を信之に伝える。
村娘
演：北原ちあき
洗濯をしていたところを馬場彦四郎に襲われるが、お江に救われる。
名主
演：柳田豊
村娘を馬場彦四郎が襲ったことを訴え出た。

### その他のキャスト
猪坂清兵衛
演：水谷貞雄
瀬兵衛
演：三上剛仙
妙
演：村野博子
奈美
演：幸田直子
吉井
演：松浪志保
千代
演：矢野絵美
吉野
演：加奈けい子
耳次
演：水森コウ太
権太
演：青柳文太朗
市三
演：佐藤良英
見世番
演：榎木兵衛

## スタッフ
- 原作・題字：池波正太郎『真田太平記』
- 脚本：金子成人
- 音楽：林光
- 語り：和田篤アナウンサー
- 考証：鈴木敬三
- 風俗考証：磯目篤郎
- 殺陣：林邦史朗
- 忍び指導：名和弓雄
- タイトル題字：池波正太郎
- タイトルバック：山口泰博、岡本博
- 邦楽：杵屋正邦
- 振付：花柳寿楽、尾上菊乃里
- 音曲：堅田喜三久
- 文書考証：白井孝昌
- 書道指導：島内茉里
- 琴指導：谷珠美
- 制作：榎本一生
- 美術：内藤政市、藤井俊樹、佐々木和郎
- 技術：設楽国雄、曽我部宣明、板倉幸次、武藤光明
- 効果：上田光生、平塚清、佐藤彰
- 照明：高橋猛、宮本省二、増田栄治
- カメラ：吉野照久、沖中正悦、河野祐一
- 音声：谷島一樹、佐藤登喜雄
- 記録・編集：野田茂子、柴崎紀美子
- 演出：大原誠／門脇正美、永野昭、小林信一、国広和孝、田島照、高橋幸作

## 放送

### 放送日程
| 放送回 | 放送日         | 題                 | 演出     | 視聴率 |
| ------ | -------------- | ------------------ | -------- | ------ |
| 第1回  | 1985年4月3日   | 若武者たち         | 大原誠   | 18.3%  |
| 第2回  | 1985年4月10日  | 天魔の夏           | 門脇正美 | 18.2%  |
| 第3回  | 1985年4月17日  | 幸村初陣           | 永野昭   | 14.6%  |
| 第4回  | 1985年4月24日  | 角兵衛騒動         | 大原誠   | 13.5%  |
| 第5回  | 1985年5月1日   | 秘密               | 門脇正美 | 14.6%  |
| 第6回  | 1985年5月8日   | 出会い             | 永野昭   | 12.3%  |
| 第7回  | 1985年5月15日  | 危急存亡の時       | 大原誠   | 14.2%  |
| 第8回  | 1985年5月22日  | 上田城死守         | 門脇正美 | 13.7%  |
| 第9回  | 1985年5月29日  | 華燭の宴           | 永野昭   | 14.3%  |
| 第10回 | 1985年6月5日   | 惜別の章           | 大原誠   | 12.3%  |
| 第11回 | 1985年6月12日  | 小田原攻め         | 門脇正美 | 16.8%  |
| 第12回 | 1985年6月19日  | 沼田城主信幸       | 田島照   | 16.6%  |
| 第13回 | 1985年6月26日  | お江受難           | 永野昭   | 13.8%  |
| 第14回 | 1985年7月3日   | それぞれの道       | 大原誠   | 16.8%  |
| 第15回 | 1985年7月10日  | 暗闘忍びの群れ     | 小林信一 | 15.8%  |
| 第16回 | 1985年7月17日  | 名護屋撤退         | 永野昭   | 14.5%  |
| 第17回 | 1985年7月31日  | 揺らぐ夏           | 田島照   | 11.9%  |
| 第18回 | 1985年8月14日  | 秀吉死す           | 門脇正美 | 11.6%  |
| 第19回 | 1985年8月28日  | 春の嵐             | 小林信一 | 10.7%  |
| 第20回 | 1985年9月4日   | 迷い道             | 永野昭   | 11.3%  |
| 第21回 | 1985年9月11日  | 決裂 犬伏の陣      | 大原誠   | 12.9%  |
| 第22回 | 1985年9月18日  | 信幸懊悩           | 国広和孝 | 13.1%  |
| 第23回 | 1985年9月25日  | 故郷敵地           | 門脇正美 | 14.0%  |
| 第24回 | 1985年10月2日  | 激闘上田城         | 門脇正美 | 10.7%  |
| 第25回 | 1985年10月9日  | 家康襲撃           | 大原誠   | 12.5%  |
| 第26回 | 1985年10月16日 | 決戦 関ヶ原        | 大原誠   | 16.5%  |
| 第27回 | 1985年10月23日 | 切腹命令           | 国広和孝 | 14.2%  |
| 第28回 | 1985年10月30日 | さらば上田城       | 高橋幸作 | 14.6%  |
| 第29回 | 1985年11月13日 | 闇の渦             | 永野昭   | 10.8%  |
| 第30回 | 1985年11月20日 | 暗雲九度山         | 田島照   | 12.8%  |
| 第31回 | 1985年11月27日 | それぞれの悲願     | 高橋幸作 | 12.1%  |
| 第32回 | 1985年12月4日  | 昌幸死す           | 大原誠   | 13.6%  |
| 第33回 | 1985年12月11日 | 事件勃発           | 高橋幸作 | 13.4%  |
| 第34回 | 1985年12月18日 | 時節到来           | 永野昭   | 15.0%  |
| 第35回 | 1986年1月8日   | 大坂入城           | 小林信一 | 13.8%  |
| 第36回 | 1986年1月15日  | 真田丸             | 田島照   | 13.9%  |
| 第37回 | 1986年1月22日  | 冬の陣前夜         | 小林信一 | 13.7%  |
| 第38回 | 1986年1月29日  | 大坂冬の陣         | 大原誠   | 13.1%  |
| 第39回 | 1986年2月5日   | 兄弟再会           | 大原誠   | 15.6%  |
| 第40回 | 1986年2月12日  | 戦雲再び           | 永野昭   | 14.3%  |
| 第41回 | 1986年2月19日  | 最後の夜           | 佐藤峰世 | 13.5%  |
| 第42回 | 1986年2月26日  | 幸村散る           | 大原誠   | 14.9%  |
| 第43回 | 1986年3月5日   | 小松殿人質         | 永野昭   | 15.7%  |
| 第44回 | 1986年3月12日  | 真田家取潰しの陰謀 | 大原誠   | 15.9%  |
| 最終回 | 1986年3月19日  | 生きる             | 大原誠   | 17.5%  |

### 総集編
総集編は池波の没年である1990年に総合テレビで放送された。各75分。
| 放送回 | 放送日時              | サブタイトル     |
| ------ | --------------------- | ---------------- |
| 第一回 | 8月6日 22：00-23：15  | 真田家ここにあり |
| 第二回 | 8月7日 22：00-23：15  | 小国の悲哀       |
| 第三回 | 8月8日 22：30-23：45  | 真田家分裂       |
| 第四回 | 8月9日 22：00-23：15  | 兄弟のきずな     |
| 最終回 | 8月10日 22：30-23：45 | 生きる           |

## ソフトウェア（DVD-BOX）
- 真田太平記 第壱集

本編第1回から第23回までを収録。
- 真田太平記 第弐集

本編第24回から最終第45回までを収録。